# Центр радиационной безопасности Финляндии
Центр радиационной безопасности (фин. Säteilyturvakeskus, швед. Strålsäkerhetscentralen) — государственное агентство Финляндии, осуществляющее контроль над радиационной безопасностью в стране.

## История
Центр образован в 1958 году и первоначально предназначался для контроля за радиационной безопасностью в больницах.
В настоящее время является контролирующим, научно-исследовательским и образовательным центром, входящим в состав министерства социальной защиты и здравоохранения. Число сотрудников центра составляет 370 человек.
Центр осуществляет свою деятельность в сотрудничестве с Европейским союзом и международным агентством по атомной энергии ООН.
В 2013 году представители российского отделения Гринпис призвали специалистов STUK воздержаться от излишней оптимистичности в отношении безопасности технологий, предлагаемых Росатомом для строительства атомных станций в Финляндии, в связи с чем Центр запросил у российских партнёров дополнительных гарантий безопасности строительства АЭС в Пюхяйоки.
Исследование, проведённое Центром радиационной безопасности, Финским реестром раковых заболеваний, Университетом Тампере и Национальным институтом здоровья и благополучия THL на основе сведений о 3,8 млн заболеваний раком в Финляндии установило, что количество случаев онкологии не увеличилось среди финнов, которые были подвержены облучению в период аварии на Чернобыльской АЭС в 1986 году.

## Директора
- Кауно Салимяки (фин. Kauno Salimäki) 1959—1968
- Аулис Исола[фин.] 1969—1984
- Антти Вуоринен[фин.] 1984—1997
- Юкка Лааксонен[фин.] 1997—2012
- Теро Варьёранта[фин.] 2012—2013[5]